# Mombasiglio
Mombasiglio – miejscowość i gmina we Włoszech, w regionie Piemont, w prowincji Cuneo.
Według danych na rok 2004 gminę zamieszkiwało 630 osób, 37,1 os./km².